# Арка Боукарда
А́рка Боукарда (лат. Arca boucardi) — вид двустворчатых моллюсков из рода арка.

## Внешний вид и строение
Длина раковины до 5,4, высота до 3 см. Она удлинённая, густо покрытая мягкими бурыми щетинками и узкими радиальными рёбрами. Между макушками есть широкая площадка несущая связочные бороздки, сходящиеся между собою под углом. Замок оснащён множеством зубов. Биссус для крепления к субстрату представляет собой единый плоский тяж зеленоватого цвета.

## Распространение и места обитания
Встречается от острова Тайвань до залива Посьета, а также Японских островов. В заливе Посьета живёт в основном в полузакрытых бухтах на глубине от 1 до 3 м, местами образуя сплошные колонии на скалах и крупных камнях.

## Размножение
Арка Боукарда нерестится с мая по август.